# Konstantín Rázumov
Konstantín Rázumov (Константин Разумов, Moscou, 1974) é um pintor russo de tendência realista - impressionista. Começou seus estudos em arte e pintura no estúdio Iliá Glazunov na Academia de Belas Artes de Moscou.

## Obra
Suas obras caracterizam-se pela combinação de técnicas de realismo e impressionismo, nas quais apresenta uma diversidade de temas entre os quais podem ser vistos desde nus até paisagens. Suas cores vivas, a suavidade da pele em seus nus, as características expressivas de seus personagens o distinguem em suas pinturas. Razumov é fiel aos princípios impressionistas, porém acrescenta alguns toques modernos, que ficam mais evidentes em seus nus suaves e sensuais.
Suas obras incluem: Arabian dance, The concert for my mother, Bonjour, Concerto na salle de Piotr Ilitch Tchaïkovski, Elégante allongée en négligé, Dans la loge, Le repos, Les petits voiliers, Le ruban rouge, Crianças pescando, Elégante au chale rouge.